# Boekweit
Boekweit (Fagopyrum esculentum) is een plant uit de duizendknoopfamilie (Polygonaceae) die geteeld wordt voor zijn zaden, waar boekweitmeel van gemaakt wordt en als dekgewas. Polen en in mindere mate Frankrijk zijn nog belangrijke Europese productielanden van boekweit als voedselgewas. Daarnaast is er veel import van boekweitmeel uit China.
Het is een eenjarige plant met een holle rechtopgaande, zich meermalen vertakkende, rode stengel. De bladeren zijn driehoekig tot hartvormig en bevinden zich verspreid op de knopen. Het wortelstelsel omvat een zich sterk vertakkende penwortel.
De bloei begint al in een jong stadium, soms al na zes weken, en gaat dan vijfentwintig tot dertig dagen door. De bloemen zijn in langstelige pluimen gegroepeerd, wit tot roze van kleur, en bevatten veel nectar. Op arme gronden bereikt boekweit een hoogte van 50 cm. Voordat de bloei ten einde is zijn er al rijpe vruchten.
Het eetbare zaad zit aan dunne steeltjes die in rijpe toestand makkelijk loslaten. Het heeft een meel- en eiwitrijke inhoud, overeenkomend met die van klaver. In Nederland waren vroeger twee rassen bekend: op de veengronden de Staphorster bruinzwarte en op de zandgronden de Brabantse grijze boekweit. De huidige rassen produceren minder nectar dan de oude rassen. Eén kilo zaad bevat ± 45.000 zaden. Bij het bewaren moet het zaad droog zijn want het schimmelt gemakkelijk.
De naam is een samentrekking van boek (oude vorm van het woord beuk) en weit (oude naam voor tarwe). De vorm van het boekweitzaad komt sterk overeen met die van beukennootjes, al zijn ze beduidend kleiner, ongeveer 6 mm lang. Het zaad kan tot meel worden gemalen, hoewel boekweit beslist geen graan is. Boekweit is een pseudograan: de zaden, het meel en alle andere afgeleide producten van boekweit bevatten geen gluten.

## Benaming
De botanische naam Fagopyrum betekent beuktarwe van Fagus sylvatica = beuk en puros = tarwe. De vruchten van boekweit hebben de vorm van beukennootjes, maar zijn kleiner.
In gewestelijk Nederlands staat boek voor beuk en weit voor tarwe. In andere talen kent boekweit overeenkomstige namen: bokwiet (Afrikaans), buckwheat (Engels), Buchweizen (Duits) en boghvede (Deens). In het Luikerwaals wordt dit graan boûkète genoemd, afgeleid van boekweit.

## Verbouw
Boekweit werd gedurende enkele eeuwen in Europa op vrij grote schaal verbouwd, maar wordt in de 21e eeuw nog maar weinig geteeld. De cultuur is bewerkelijk en kwetsbaar en de opbrengst per oppervlakte-eenheid gering.
In het midden van de negentiende eeuw besloeg boekweit in heel Nederland nog acht procent van het landbouwareaal (65.000 ha), maar na de Tweede Wereldoorlog is het praktisch verdwenen. In de veengebieden rond Emmen lagen de beste boekweitjaren zo tussen 1870 en 1890 toen de opbrengst groeide van 20.000 mud naar 22.000 mud. In 1838 had Emmen 1353 hectare veenboekweit en dat groeide uit tot 2200 hectare in 1851. Rond 1889 was dit alweer geslonken tot 1400 hectare en na 1927 werd er in Emmen helemaal geen boekweit meer verbouwd.
Boekweit was een uitkomst voor "arme boeren" die geen mogelijkheden hadden om te investeren. Door boekweit te verbouwen konden zij boer zijn zonder vee of kapitaal. Het was makkelijk te verbouwen, maar boekweit is zeer gevoelig voor weersinvloeden waardoor oogsten toch vaak tegenvielen en de armoede groot bleef. Er waren lucratieve jaren in de boekweitteelt, maar als er nachtvorst voorkwam kon de hele oogst van dat jaar verloren gaan. Niet voor niets stond boekweit ook bekend als 'jammerkoren'.
Boekweit is een goed 'bijengewas'; bijen voeden zich er graag mee. Het levert een aromatische en zeer donker gekleurde honing.
Anno 2022 werd in de Nederlandse provincies Drenthe en Groningen boekweit verbouwd door meer dan twintig bedrijven op in totaal 85 hectare.

## Voedingsstoffen
Boekweitmeel en boekweitgrutten bevatten evenveel eiwit (10 g per 100 g) als tarwe- of roggemeel, en meer koolhydraten. Ze bevatten minder vet, minder mineralen en minder vitamines uit de B-groep dan tarwemeel.
Boekweitmeel bevat veel magnesium, kalium en fosfor. Het is voedzaam, licht verteerbaar en glutenvrij. Tegenwoordig wordt het ook geteeld voor de geneeskunde. Het meel van boekweit kan goed worden gemengd met dat van granen, bijvoorbeeld als basis voor pannenkoeken. Geroosterde boekweitkorrels heten ook wel 'kasja' en zijn bekend uit de Oost-Europese keuken.
Het meel dat voor poffertjes wordt gebruikt, is een combinatie van boekweitmeel en tarwemeel.

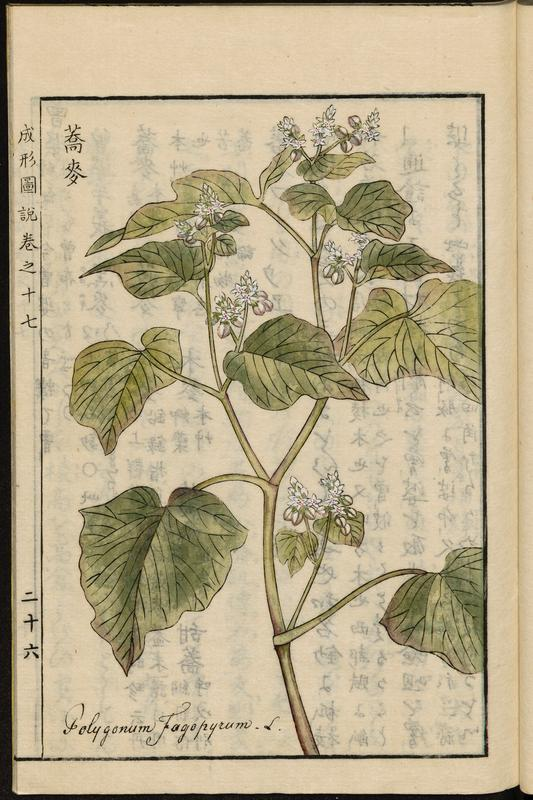
Boekweit, illustratie afkomstig uit de Japanse landbouw-encyclopedie Seikei Zusetsu (1804)

## Herkomst
Boekweit is een cultuurgewas dat waarschijnlijk afkomstig is uit een tamelijk droog deel van China, met name uit een gebied grenzend aan Mantsjoerije, Mongolië of Tibet. Het werd via de zijderoute door de Mongolen aan het eind van de middeleeuwen naar Oost-Europa gebracht en later van daaruit naar Midden- en West-Europa. Uit stuifmeelonderzoek is echter ook gebleken dat boekweit al voor het begin van de jaartelling in Nederland voorkwam.
Archiefonderzoek leert dat al vanaf 1390 een snelle introductie van boekweit plaatsvond in de Nederlanden. De centra hiervan waren de Kempen en de IJsselvallei. Boekweit is langs drie zijden West-Europa binnengekomen: een noordelijke route, mogelijk via de Hanze, met als naamtype boekweit, een oostelijke handelsweg met naamtype Heidenkorn of Pohanka, en een zuidelijke route met als naamtype Saraceens of Moors graan.

## Grondsoort en grondbewerking
Boekweit is een gewas van de arme gronden, de zandgronden en de dalgronden van hoogveen. Op vruchtbare grond is de groei te weelderig en wordt het wel een meter hoog. Er komt dan te veel blad aan de plant en de zaadvorming vermindert, bovendien gaat boekweit dan eerder plat liggen. Op boekweitland werd geen mest gebracht. Natte en zware gronden zijn ongeschikt voor boekweit; het is daar alleen als groenbemesting te gebruiken.
Boekweit verlangt een diep losgemaakte bouwvoor, de penwortel krijgt dan gemakkelijker gelegenheid om te groeien. Diep ploegen vraagt veel trekkracht. De spreuk boekweit wordt verbouwd op paardenzweet vindt hierin zijn oorsprong. Boekweitland op zandgrond werd vaak twee keer geploegd. Eind februari of begin maart werd diep geploegd en bij of voor het zaaien gebeurde dit nogmaals, maar dan zeer ondiep.
Boekweit stelt geen bijzondere eisen aan vruchtwisseling, maar heeft wel een voorkeur voor planten die veel stikstof achtergelaten hebben in de grond.
Voor de teelt van boekweit op veengrond werd de bovenste laag van de grond, nadat deze in het voorjaar gedroogd was, verbrand waardoor voedingsstoffen vrijkwamen. Dit boekweitbranden gaf zoveel rookontwikkeling dat de Drentse veenbranden bij noordoostenwind zelfs vanuit Holland voor klachten zorgde.
Vanwege de sterk wisselende opbrengsten van het gewas was het spreekwoord: boekweitzoad en vrouwluuproat, eens in de zeuven joar goald. Betekent: Boekweitzaad en vrouwenpraat, eens in de zeven jaren goud. Dit werd trouwens ook van struikheide gezegd.
Bij boekweit zijn geen ziekten of plagen bekend, wel treedt bij afrijping vogelschade op.

## Teelt
Boekweit is uitsluitend een zomergewas. Het is zeer gevoelig voor nachtvorst en heeft een korte groeiperiode van drie maanden (er werd ook wel gesproken van 100 dagen). Het gewas is gevoelig voor harde wind, regen en hagel. Onderploegen en herzaai is soms nodig.
De zaaitijd ligt tussen half mei (na de ijsheiligen) en half juni, soms zelfs nog na de langste dag. Het kan breedwerpig of in rijen met een afstand van 30 cm gezaaid worden en 3 cm diep. Door de vlugge groei is het een goede bodembedekker. Men ondervond wel last van het onkruid Europese hanenpoot.

Als het gewas ongeveer 10 cm hoog was werd er weleens gewied. Dit moest zeer voorzichtig gebeuren want boekweit is een teer gewas dat gauw beschadigd raakt.
Boekweit heeft veel warmte nodig en liefst droog rustig weer tijdens de bloei. Het is niet erg droogtegevoelig, veel neerslag bevordert de vegetatieve groei ten koste van de korrelrijping. Per hectare is 30-45 kg zaad nodig, bij breedwerpig zaaien 10 kg meer.

## Oogst
Het oogsten gebeurt afhankelijk van de zomerse omstandigheden vanaf juli tot september. Door de onregelmatige rijping kan niet gewacht worden tot alle zaden rijp zijn. Dit in tegenstelling tot echte granen, waar de korrels gelijktijdig rijp zijn. Toch hadden de wilde voorouderrassen uit het Nabije Oosten van deze granen ook een verspreide rijping. Voor de plant is dit in verband met nakomelingschap veiliger. De mens heeft de granen echter beter aan zijn wensen aangepast dan boekweit.
Bij de oogst is een deel van stengel en bladeren nog groen. Het maaien gebeurde met de zeis, zicht of sikkel al naargelang de streek. Ook werd de plant wel getrokken. Het maaien moest voorzichtig gebeuren, omdat boekweit bij droog weer bij het afrijpen gauw last heeft van zaaduitval. Het maaien gebeurde dan vaak bij avond, 's nachts of in de vroege morgen, als de luchtvochtigheid hoger was, waardoor er minder zaad verloren ging. Dan was het uiteraard handig als er een volle maan was. Nu komt de maan in september enige avonden achtereen vrijwel op hetzelfde moment op, terwijl de vuistregel is dat hij elke avond ongeveer 50 minuten later opkomt. Men noemde deze maan daarom boekweitmaan (ook wel oogstmaan). Het maaien 's nachts had dus niets met een of ander bijgeloof te maken.
Na het maaien is drogen nodig op het land, losliggend of de bossen gestapeld of aan schoven gezet.
Dorsen gebeurde op het land met dorsstok of dorsvlegel, plaatselijk ook 's winters in de schuur. Dit gebeurde op het dorskleed op een vlakke ondergrond. Ook werd het zaad betreden met klompen of dikke sokken (boekweitsokken) om het onrijpe zaad los te krijgen. Door verontreinigingen met groene plantendelen moest nadroging plaatsvinden op zolder of in de schuur. Het in een dunne laag uitgespreide zaad werd regelmatig omgeschept om broei te voorkomen. Na 1945 werd boekweit ook gedorst met aflegger, graanmaaier of maaidorser.
De zaadopbrengst kon 2000 kg per ha bedragen, maar was meestal voor zandboekweit 1000 tot 1500 kg per ha, en voor veenboekweit nog veel minder. Dit hangt vooral samen met de grote vorstgevoeligheid, de gevoeligheid voor zaaduitval, de slechte zaadzetting bij nat weer tijdens de bloei en bij vroege legering.

## Verwerking tot meel

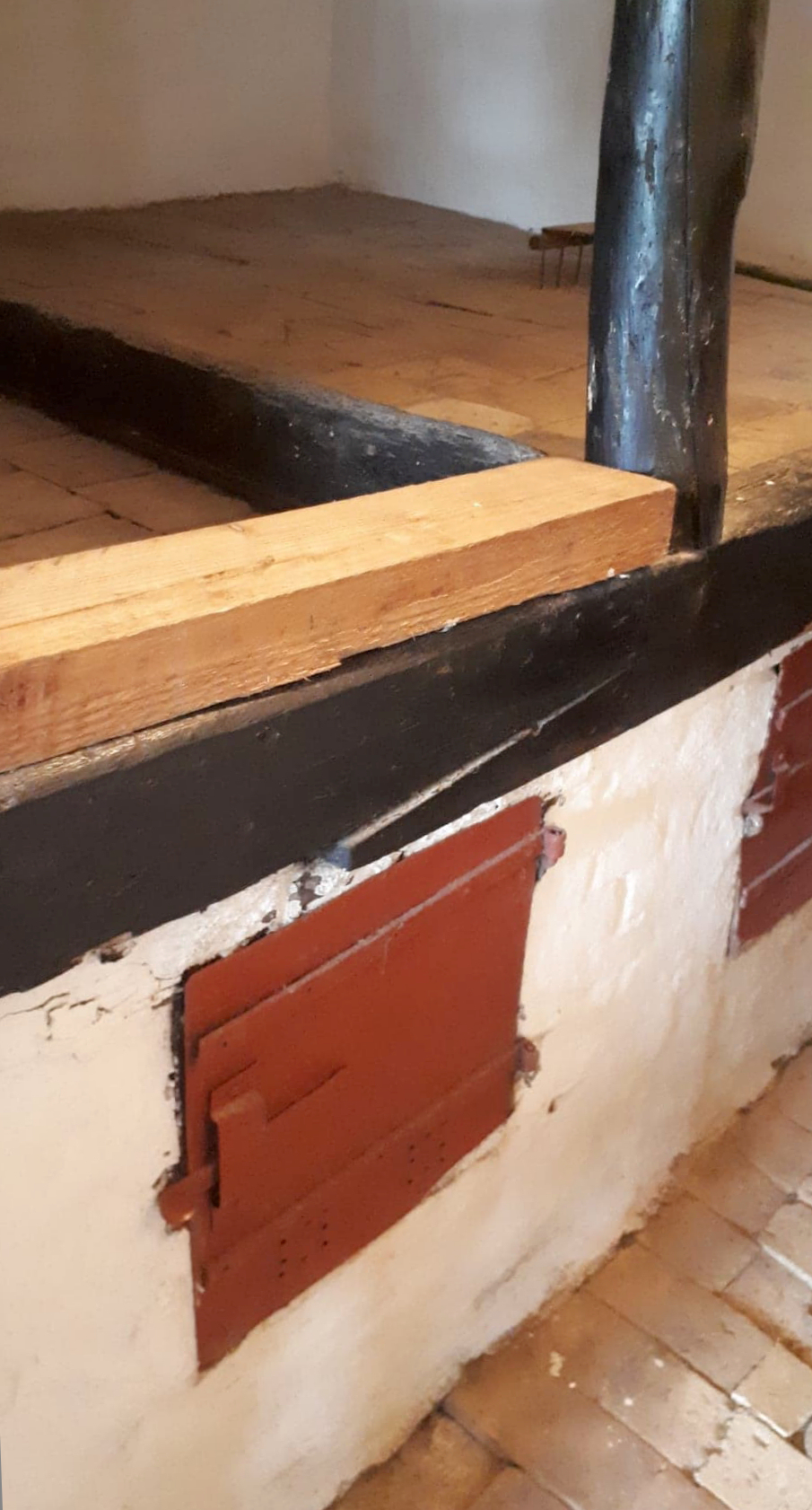
Eest op de Damgård Mølle

Boekweit werd vroeger gemalen op een grutmolen. Dit was een rosmolen met een eest voor het drogen van de boekweit, zeefwerk, een gruttensteen, een meelsteen en een waaierij. De breekzeef, bestaande uit een zevental bovenelkaar liggende zeven, scheidde na het breken op de gruttensteen de doppen van de grutten. De grutten werden tegelijkertijd gesorteerd in grove, middelgrove, fijne grutten en meel. De grutten werden verder geschoond in de waaierij waar de grutten van de lichte stukjes dop en de vliesjes werden gescheiden. De eest werd oorspronkelijk gestookt met de boekweitdoppen, maar later met cokes. De gruttensteen dopte de boekweit tot grutten en de meelsteen maalde de grutten tot meel. Het malen tot meel moest voorzichtig gebeuren. Bij warm worden treedt bij boekweit gemakkelijk verbranden op waardoor verkleuring ontstaat.

## Toepassingen

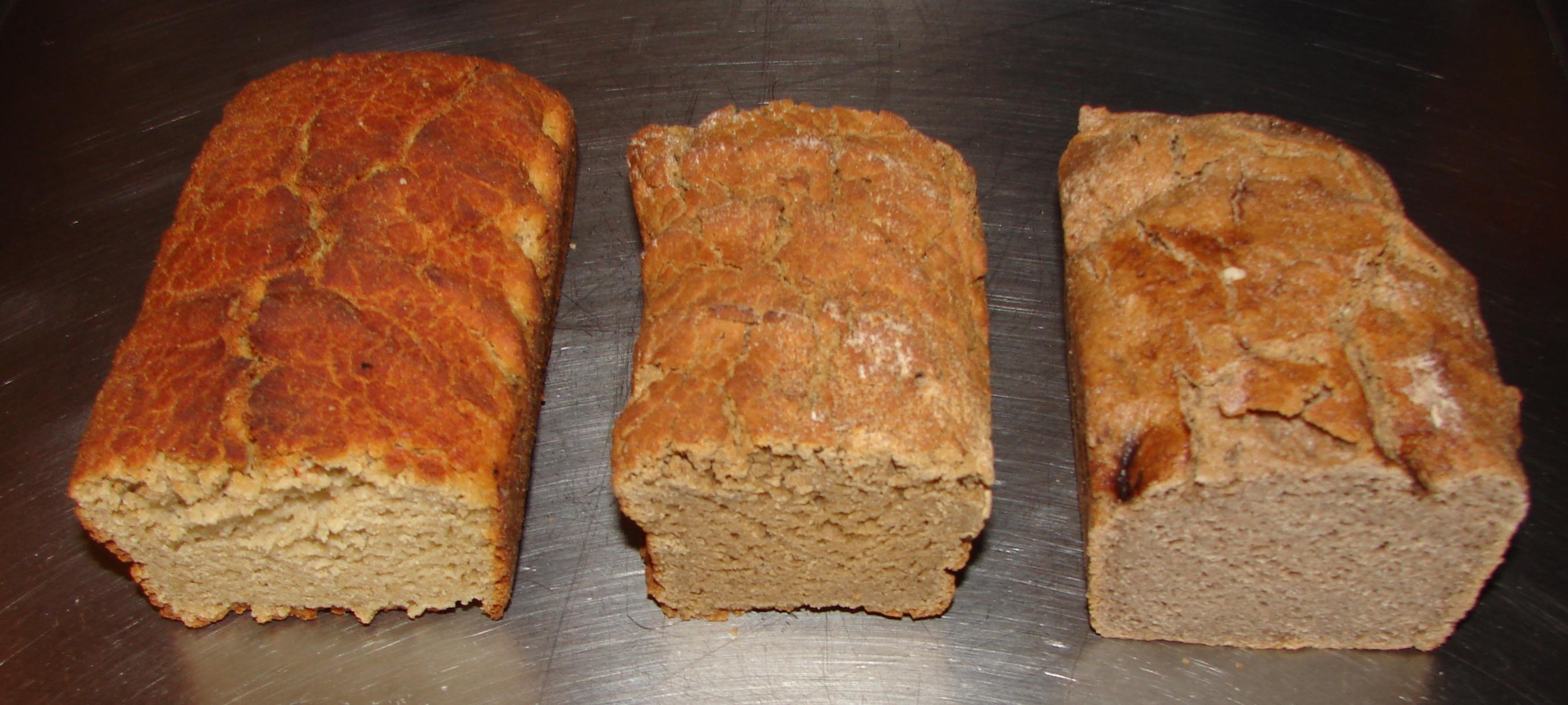
Rechts: boekweitbrood

In sommige vooral arme streken van Nederland, waar boekweite uut de kuns verbouwd kon worn, vormden de boekweitproducten een belangrijk deel van de dagelijkse gerechten, vooral 's zomers.
Omdat boekweitmeel geen gluten bevat is het voor gistdeeg (bijvoorbeeld brooddeeg) alleen in combinatie met een andere glutenrijke meel- of bloemsoort te gebruiken. Gemengd met rogge- of tarwemeel werd boekweitmeel gebruikt om (spek)pannenkoeken van te bakken. Voor het bakken van brood is het minder geschikt, het kan alleen in kleine hoeveelheden toegevoegd worden.
Het meel werd ook gebruikt om balkenbrij en andere vleeswaren mee af te maken. Hiervoor werden grote hoeveelheden meel toegevoegd aan goed gekookt en gemalen kwalitatief minder vlees, zoals van de kop of van sommige organen.
In China, Japan, Korea, en andere Aziatische landen wordt boekweitmeel gebruikt voor noedels, de bekendste zijn de soba-noedels die een belangrijk deel van het Japanse voedsel uitmaken. Niet alle soba-noedels zijn glutenvrij, soms wordt er voor een deel ander meel in verwerkt.
Boekweitzaad kan lichtgekleurd (alleen gedroogd) of bruin (gedroogd en geroosterd) zijn, beide soorten kunnen gekookt worden in water, vruchtensap of bouillon. De harde, onverteerbare omhulsels van de boekweitzaadjes worden voor consumptie altijd verwijderd. Boekweitzaad heeft een enigszins nootachtige smaak, die door roosteren versterkt wordt.
In Rusland is kasha (kasja) een verzamelnaam voor gerechten die gemaakt zijn van allerlei soorten gekookte grutten. Als basis wordt melk, room, vleesbouillon of visbouillon gebruikt. De kasha bevat onder meer vaak vlees, vis, lever, paddenstoelen en/of uien. Het was tot voor kort onmogelijk om kasha uit de Russische keuken weg te denken. Er is zelfs een spreekwoord over: "Het is onmogelijk om een Rus te voeden zonder kasha".
De grutten (gepelde zaden) werden gebruikt om er pap van te maken. De grutten werden in water geweekt en gekookt, karnemelk werd pas op het laatst bij gedaan, om schiften tegen te gaan. Ook werd de boekweitgrutten met alleen water tot een extra stevige pap gekookt om dan met een saus van boter met stroop als nagerecht te dienen. De afgekoelde gruttenpap wordt zo stevig dat ze in plakken kan worden gesneden en daarna gebakken. Als traktatie kan men de gebakken 'gruttenkoeken' ook nog in suiker wentelen en eventueel nog even verder bakken totdat de suiker karamelliseert.
Boekweit wordt ook gebruikt voor het maken van boekweitbier en producten als allergeenvrije kroketten.
De doppen die bij de grutter overbleven werden soms gebruikt als vulsel in kinderbedjes. Tegenwoordig worden ze wel in kussens, zoals meditatiekussens, gebruikt. Sommige mensen zijn echter allergisch voor boekweitdoppen.
Het zaad werd vroeger veel gebruikt als kuikenvoer, en wordt tegenwoordig nog in vogelvoer verwerkt. Als veevoer heeft boekweit weinig waarde. De farmacie gebruikt boekweit voor de winning van rutine.

## Boekweit en het veen
Voordat men er boekweit kon verbouwen moest het hoogveen worden ontwaterd. Daartoe werden lange greppels gegraven. Nadat het veen voldoende gedroogd was, wat twee tot drie jaar kon duren, werd de bovenste 30 cm met een veenhouw losser gemaakt. Indien nodig werd dit een jaar later nog eens herhaald. Het veen mocht niet te ver indrogen omdat men in periode van april tot juni de bovenste verdroogde veenlaag in brand stak om tot as te laten vergaan. De veenas die overbleef was een goede meststof voor de boekweit die voor eind juni in de nogmaals losgemaakte grond werd gezaaid. De planten bloeiden in augustus en in september kon de oogst van de rijpe zaden plaats hebben. Na maximaal tien jaar raakten het op deze wijze gebruikte veen uitgeput en moesten er nieuwe gronden ontgonnen worden.

## Het verdwijnen van de teelt
Boekweit had zijn bestaan te danken aan de omstandigheid dat het op schrale grond nog een redelijke opbrengst gaf, ondanks de nadelen die aan het gewas kleefden. Het was een weersgevoelig en daarmee onzeker gewas. "Het is een boekweitenverbouw" werd gezegd als er sprake was van een riskante onderneming. Verder was de oogst en het bewaren van boekweit bewerkelijker dan van rogge en haver.
Toen de omstandigheden veranderden viel voor boekweit het doek. Door grondverbetering en bemesting steeg de productie van de graangewassen belangrijk, terwijl bij boekweit eerder het tegendeel het geval was. Zodoende daalde het rendement ten opzichte van granen. Door het beschikbaar komen van goedkoop graan veranderde ook het voedingspatroon.

## Bijen en boekweit
In tegenstelling tot de huidige bijenteelt die vooral op de voorjaarsdrachten is toegespitst, was de oude korfimkerij voor de honingoogst gericht op de heide. De voorjaars- en vroege zomeroogsten waren voor de volken nodig om op sterkte te komen en om in de zwermtijd voldoende zwermen te krijgen. Op de heide kon dan de dure heidehoning gehaald worden.
Een uitzondering hierop was de boekweit. De in augustus bloeiende boekweit kon onder gunstige omstandigheden al een goede honingdracht opleveren. Bij de oogst werden de raten uitgesneden, de honingraten opzij gelegd en het broed werd soms van twee volken tegelijk in een nieuwe korf gebracht. Hierna gingen de bijen alsnog naar de heide (of konden blijven staan).
Voor de verspreiding van boekweit(zaad) zijn vogels belangrijk, al zagen de boeren ze liever verdwijnen. Voor de bestuiving zijn de bijen de belangrijkste insecten. De bloemen bloeien maar één dag, alleen in de morgen gaan ze open en direct na de middag weer dicht. De bijen bevliegen de boekweit tussen negen en twaalf uur 's morgens (wintertijd). Ze halen zowel nectar als stuifmeel. De bruine aromatische boekweithoning was zeer gewild. De optimale nectarafscheiding vindt plaats tussen de 16-26 °C en duurt een tot vier uur.

## Fototoxiciteit
De groene delen van boekweit bevatten veel fluorescerende pigmenten met het giftige fagopyrine. Het consumeren van grotere hoeveelheden daarvan kan fotodermatitis veroorzaken. Bij blootstelling van de huid aan zonlicht ontstaan dan huidklachten. Het gaat daarbij niet om het ultraviolette licht, maar om licht met een golflengte van circa 540-610 nm (het groene tot oranje bereik). In boekweitmeel en grutten komt echter maar heel weinig fagopyrine voor en dit zal meestal geen problemen veroorzaken.

## Verkrijgbaarheid
Boekweitproducten zijn vrij goed verkrijgbaar, veel supermarkten verkopen boekweitmeel. Pannenkoekmeel bevat vaak naast tarwebloem en soms roggemeel ook boekweitmeel. Biologische winkels en korenmolens verkopen daarnaast ook grutten. Boekweitdoppen zijn te bekomen bij enkele korenmolens. Zaaizaad is bij sommige zaadhandelaren nog in het assortiment.
In de Limburgse Kempen is boekweitpannenkoek met spek een gewild traditioneel gerecht. In Frankrijk wordt van boekweitmeel de hartige versie van crèpes, genaamd Bretonse galette, met boekweitmeel gebakken. Boekweit wordt ook gebruikt om bier te brouwen, als alternatief voor graan, in wat men een stijlvariatie van tarwebier zou kunnen noemen. In België gebeurt dit bijvoorbeeld door Brasserie de Silenrieux.

## Diverse
- In het Zeeuws-Vlaanderen dorp Zuiddorpe worden ieder jaar in de maand augustus de Boekweitfeesten gehouden ter herinnering aan de aldaar vroeger belangrijke boekweitteelt.
- Het wapen van Hilversum toont vier en het wapen van Gooise Meren vijf boekweitkorrels van goud op een blauw veld. In de zestiende eeuw was boekweit een belangrijke voedingsbron voor de plaatselijke bevolking.
- Het wapen van Zuiddorpe toont drie boekweitbloemen op een gouden veld. Dit is een verwijzing naar het verhaal dat ridder Joost van Ghistel op zijn tocht naar het heilige land boekweitzaadjes heeft meegenomen naar het gebied rondom Zuiddorpe om te telen in zijn gebied.

## Afbeeldingen

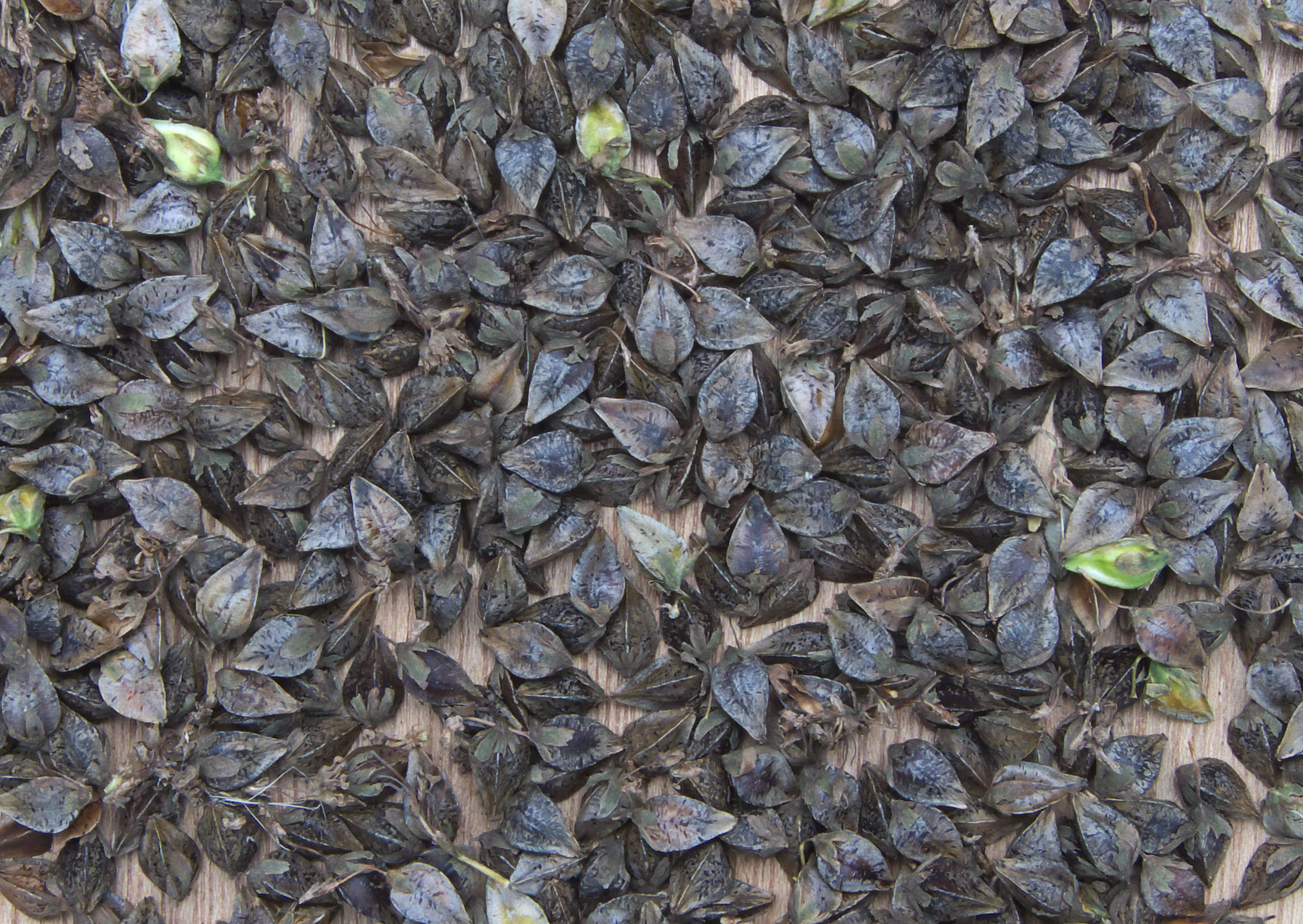
Oogst van een grote, alleenstaande plant
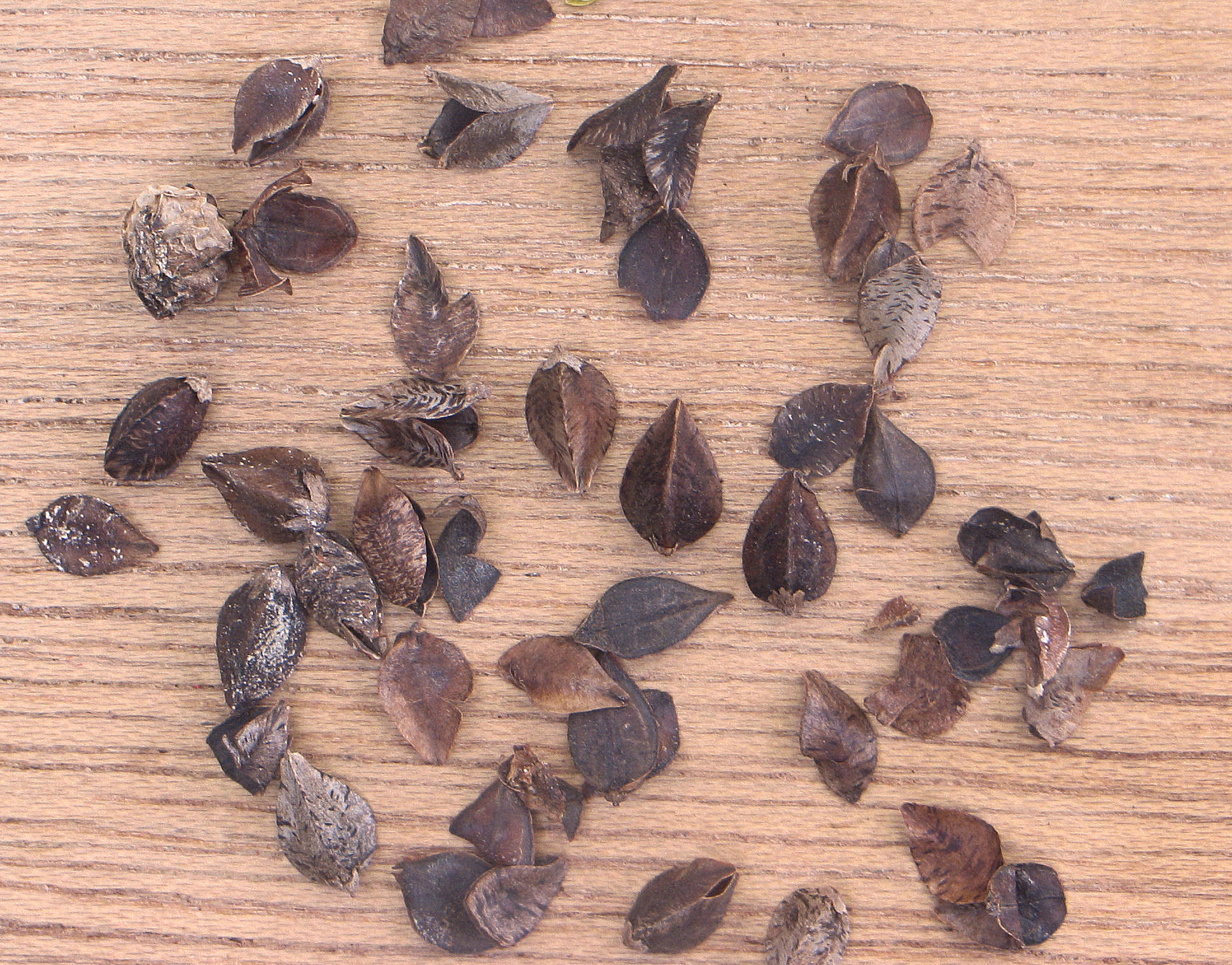
Dopvruchten en losse vruchtwanden
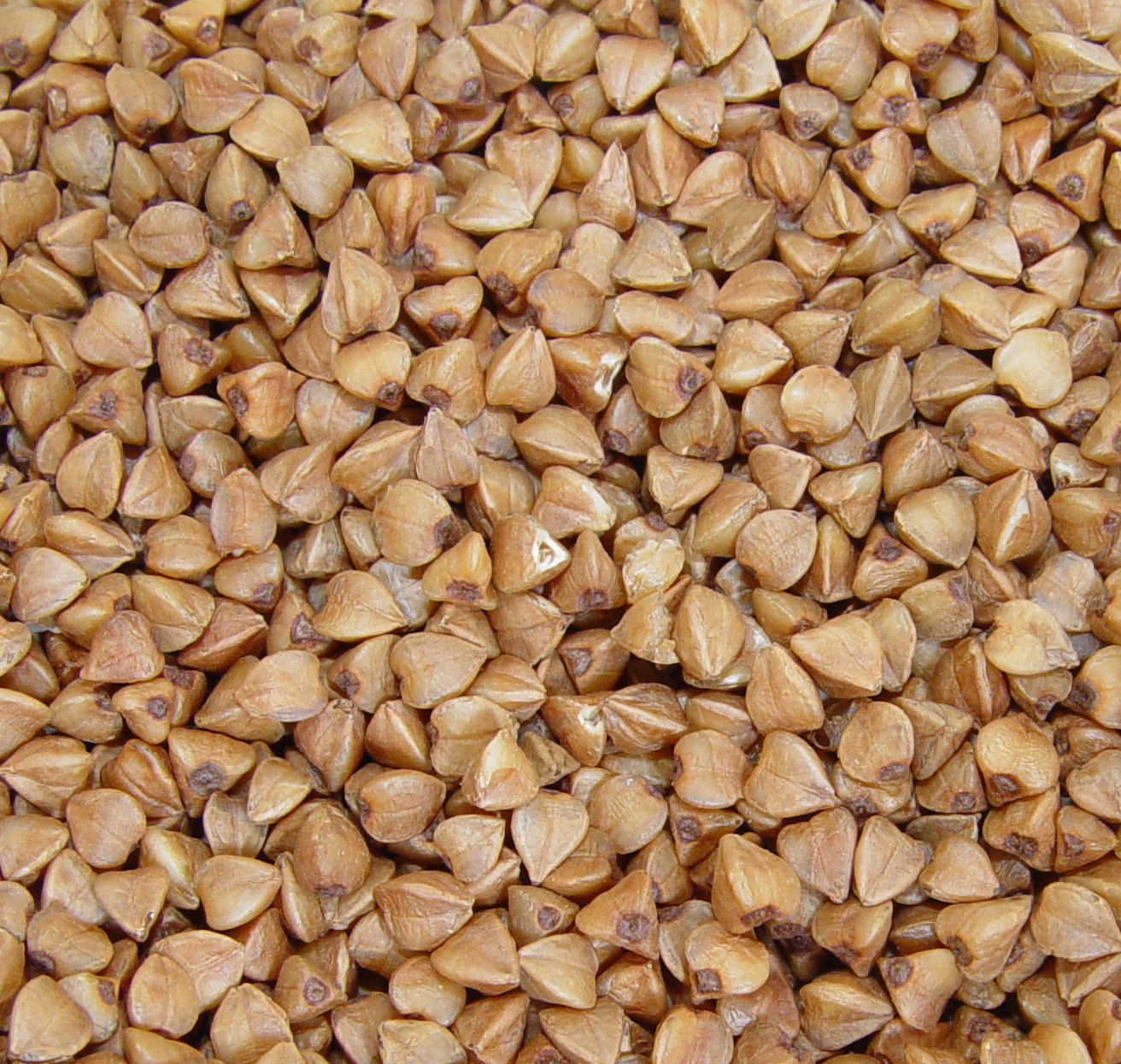
Grutten (gedopte boekweit)
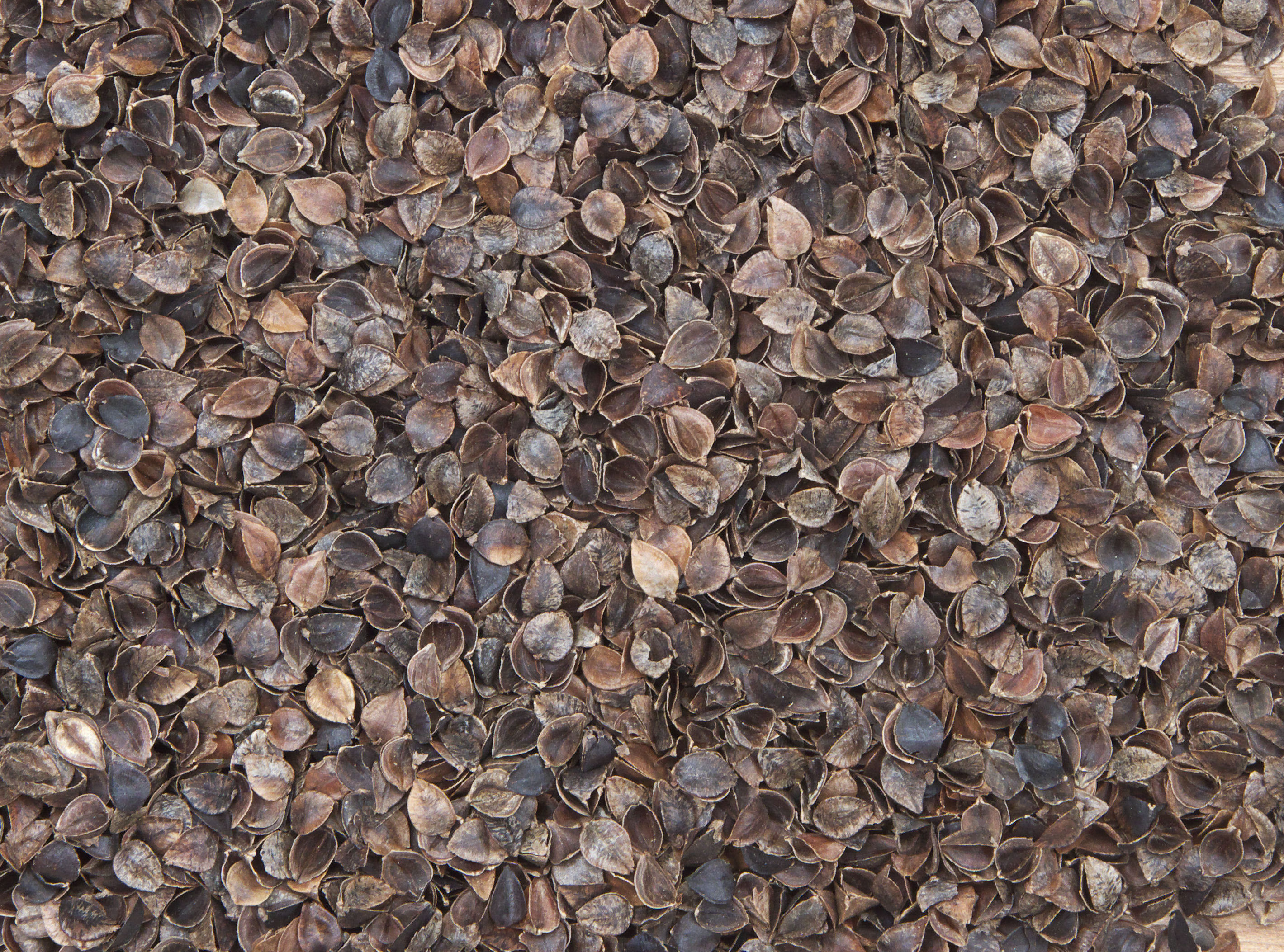
Boekweitdoppen
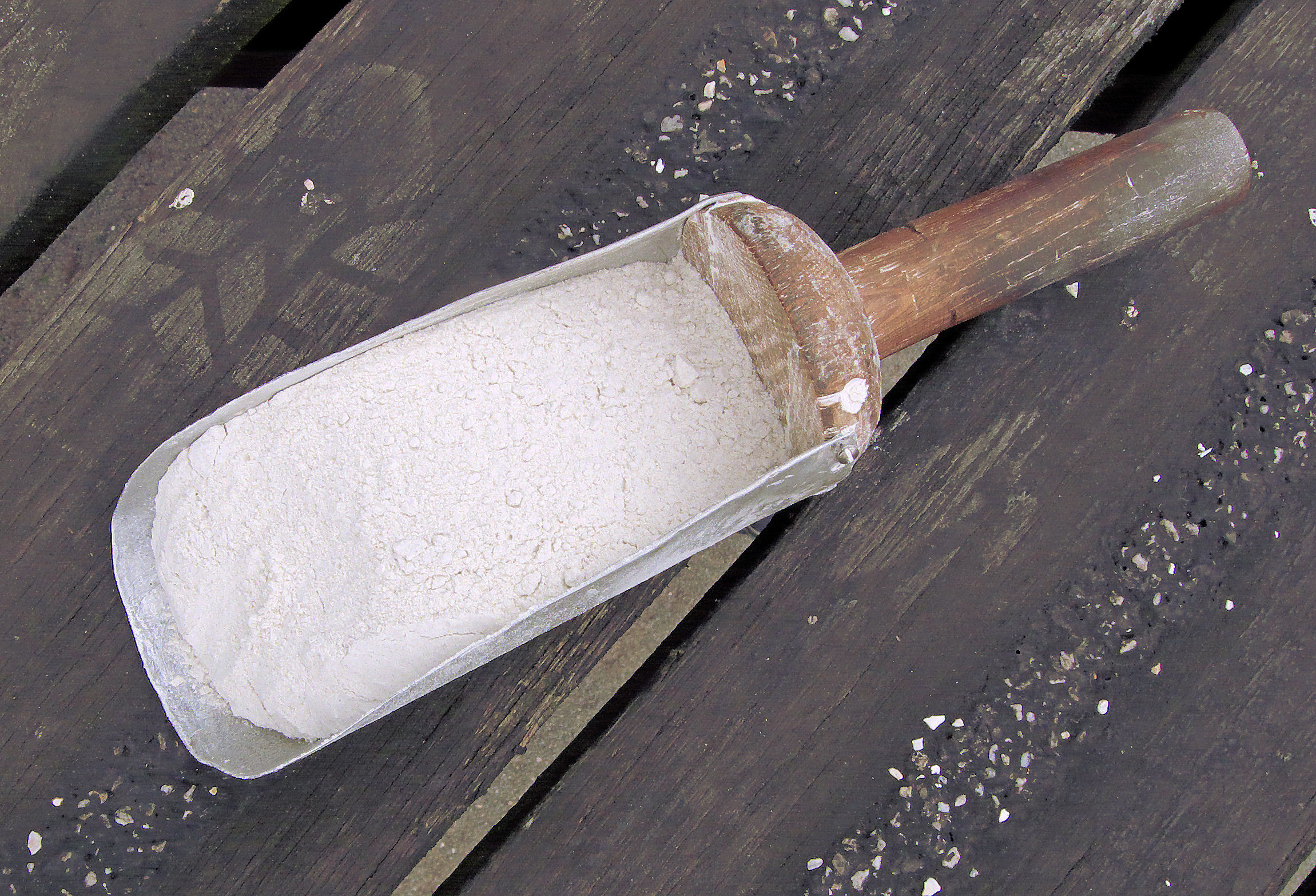
Boekweitmeel
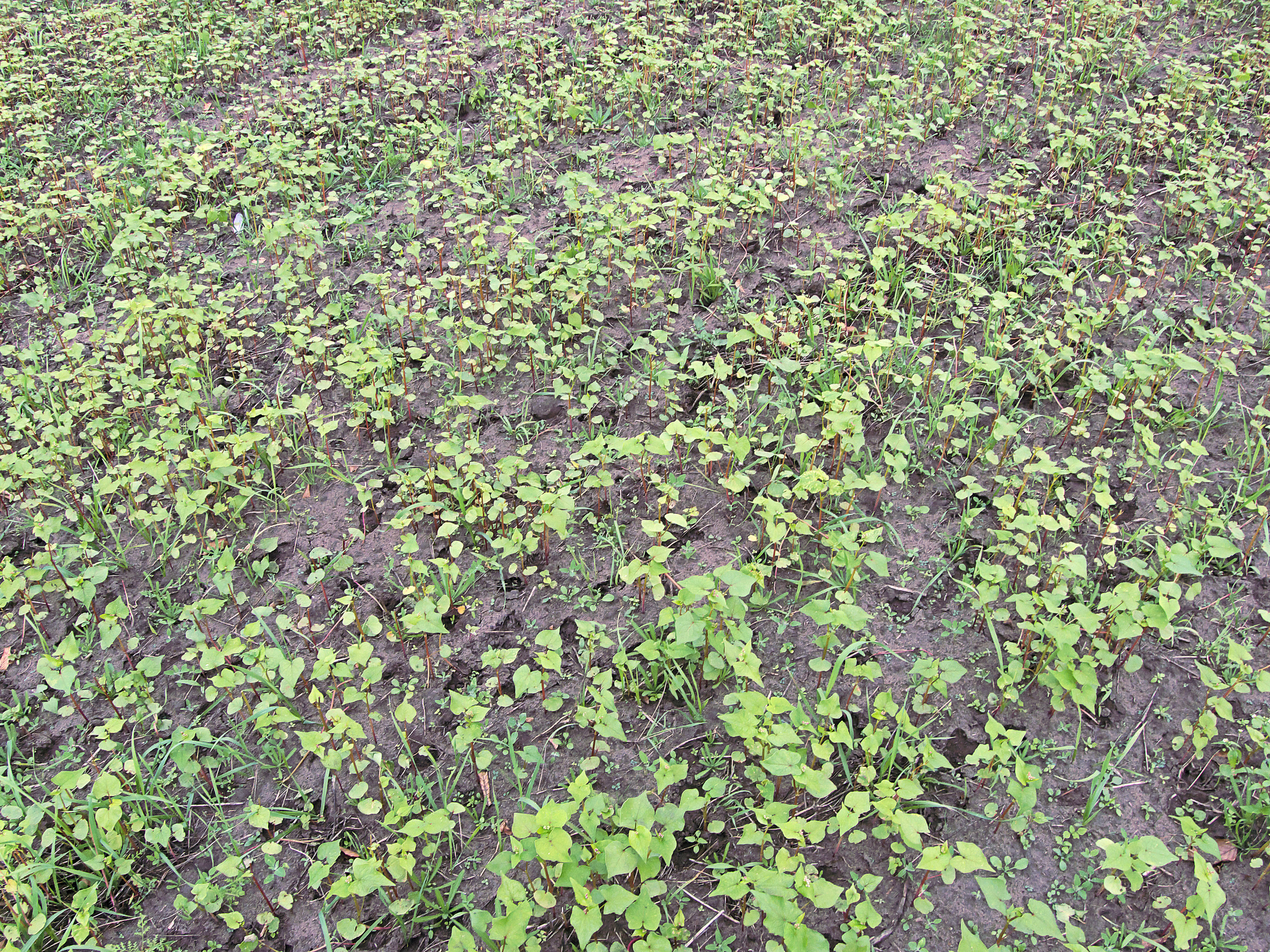
Opslag door bij de oogst uitgevallen zaad